# Михайлівка (Білогірський район)
Миха́йлівка (до 1948 — Карамін, крим. Qaramiñ) — село Білогірського району Автономної Республіки Крим.